# Edmund Peltzer
Eduard Isaac Heinrich (genannt Edmund) Peltzer (* 24. November 1810 in Düsseldorf; † 20. November 1880 ebenda) war ein deutscher Richter und Politiker.

## Leben
Peltzer, der evangelischer Konfession war, stammte aus einem Nebenzweig der Stolberger Kupfermeisterfamilie Peltzer und war der Sohn des nach Düsseldorf verzogenen Peter Peltzer (1770–1843) sowie Vetter des Hamburger Kaufmanns Wilhelm Peltzer. Edmund Peltzer heiratete Auguste Amalue Nickel (* 13. März 1808 in Düsseldorf; † 9. Dezember 1865 ebenda). Er besuchte das Gymnasium in Düsseldorf und studierte ab 1828 Rechtswissenschaften in Bonn. 1832 wurde er Auskulator. Von 1836 bis 1844 war er Friedensrichter am Friedensgericht Grumbach, Kreis St. Wedel, und von 1844 bis 1852 Friedensrichter am Friedensgericht Remscheid. Von 1852 bis zu seinem Ruhestand 1872 war er Friedensrichter in Düsseldorf. Er trug den Titel eines Justizrates.
Er war 1848 Mitglied der Preußischen Nationalversammlung. 1850 gehörte er dem Volkshaus des Erfurter Unionsparlaments an. 1849 und von 1867 bis 1873 war er Mitglied der II. preußischen Kammer bzw. der Preußischen Abgeordnetenhauses (von 1867 bis 1873 für die NLP).